# Інгоберга
Інгоберга (бл. 520—589 в Турі) — франкська королева-консорт, перша дружина франкського короля Харіберта I.

## Життєпис
Її власне походження не встановлено. Інгоберга та Харіберт були батьками Берти Кентської, пізнішої дружини короля Етельберта Кентського та ініціатора християнської місії під керівництвом англосаксів (так звана Григоріанська місія).
Одруження Інгоберги було непростим. За словами Григорія Турського, сучасного їй історика:
«Король Харіберт одружився з Інгобергою, від якої він мав доньку, яка згодом вийшла заміж за чоловіка в Кенті і була туди привезена. У той час Інгоберг мала на службі двох дочок одного бідного чоловіка, першу з яких звали Марковефа, яка носила Одяг черниці, а інший був Мерофлед. Король був дуже закоханий у них. Вони були, як я вже сказав, доньками робітника з вичинки вовни. Інгоберга ревнувала, що їх любив король і таємно дав батькові роботу, думаючи, що коли король це побачить, він не злюбить своїх дочок. Поки він працював, вона покликала короля. Він очікував побачити щось дивне, але лише здалеку побачив цього чоловіка, який ткав царську вовну. Через це він розгнівався, покинув Інгобергу та одружився з Мерофлед».